# Metapenaeopsis hilarula
Metapenaeopsis hilarula är en kräftdjursart som först beskrevs av De Man 1911.  Metapenaeopsis hilarula ingår i släktet Metapenaeopsis och familjen Penaeidae. Inga underarter finns listade i Catalogue of Life.